# 亚历克斯·利迪
亚历山德罗·利迪（義大利語：Alessandro Liddi，1988年8月14日—），為義大利棒球選手，於2006年選秀由西雅圖水手自由契約球員簽下，2019年起來台發展，曾效力於中華職棒中信兄弟，中文登錄名為「里迪」，守備位置為內野手。

## 經歷
- 美國職棒西雅圖水手（小聯盟-大聯盟，2006年－2013年）
- 委內瑞拉聯盟Cardenales de Lara（2010年10月－2011年10月）
- 多明尼加聯盟Leones del Escogido（2011年11月）
- 美國職棒巴爾的摩金鶯（小聯盟，2013年）
- 墨西哥太平洋聯盟Tomateros de Culiacan（2013年10月－11月）
- 美國職棒芝加哥白襪（小聯盟，2014年）
- 美國職棒洛杉磯道奇（小聯盟，2014年）
- 美國職棒堪薩斯皇家（小聯盟，2015年）
- 墨西哥太平洋聯盟Charros de Jalisco（2015年10月－2016年1月）
- 墨西哥棒球聯盟Tigres de Quintana Roo（2016年）
- 墨西哥棒球聯盟Toros de Tijuana（2017年）
- 墨西哥太平洋聯盟 Yaquis de Obregon（2017年10月－12月）
- 美國職棒堪薩斯皇家（小聯盟，2018年）
- 墨西哥太平洋聯盟Venados de Mazatlán（2018年10月－2019年1月）
- 墨西哥棒球聯盟Leones de Yucatán（2019年）
- 中華職棒中信兄弟（2019年4月－6月4日）

## 職棒生涯成績

### 美國職棒
| 年度 | 球隊       | 出賽 | 打數 | 安打 | 全壘打 | 打點 | 盜壘 | 四死 | 三振 | 壘打數 | 雙殺打 | 打擊率 | 上壘率 | 長打率 | OPS   |
| ---- | ---------- | ---- | ---- | ---- | ------ | ---- | ---- | ---- | ---- | ------ | ------ | ------ | ------ | ------ | ----- |
| 2011 | 西雅圖水手 | 15   | 40   | 9    | 3      | 6    | 1    | 3    | 17   | 21     | 1      | 0.225  | 0.295  | 0.525  | 0.820 |
| 2012 | 西雅圖水手 | 38   | 116  | 26   | 3      | 10   | 2    | 9    | 49   | 41     | 0      | 0.224  | 0.278  | 0.353  | 0.631 |
| 2013 | 西雅圖水手 | 8    | 17   | 1    | 0      | 0    | 0    | 1    | 7    | 2      | 0      | 0.059  | 0.111  | 0.118  | 0.229 |
| 合計 | 3年        | 61   | 173  | 36   | 6      | 16   | 3    | 16   | 73   | 64     | 1      | 0.208  | 0.266  | 0.370  | 0.636 |

### 中華職棒
| 年度 | 球隊     | 出賽 | 打數 | 安打 | 全壘打 | 打點 | 盜壘 | 四死 | 三振 | 壘打數 | 雙殺打 | 打擊率 | 上壘率 | 長打率 | OPS   |
| ---- | -------- | ---- | ---- | ---- | ------ | ---- | ---- | ---- | ---- | ------ | ------ | ------ | ------ | ------ | ----- |
| 2019 | 中信兄弟 | 33   | 115  | 28   | 7      | 20   | 0    | 5    | 35   | 56     | 5      | 0.243  | 0.279  | 0.487  | 0.766 |
| 合計 | 1年      | 33   | 115  | 28   | 7      | 20   | 0    | 5    | 35   | 56     | 5      | 0.243  | 0.279  | 0.487  | 0.766 |

## 特殊事蹟
- 2019年5月3日於洲際球場，10局下 面對Lamigo桃猿投手林柏佑擊出生涯首支再見全壘打。[2]